# گواتاویتا
گواتاویتا (انگلیسی: Guatavita)یک منطقه مسکونی در کشور کلمبیا است.